# Dorothee Wierling

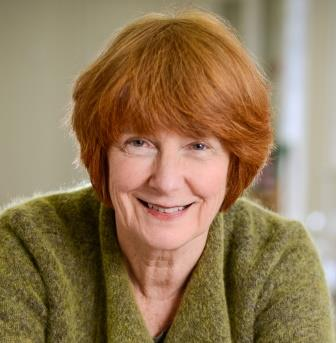
Dorothee Wierling (2014)

Dorothee Wierling (* 10. März 1950 in Essen) ist eine deutsche Historikerin.

## Leben
Dorothee Wierling studierte ab 1968 an der Pädagogischen Hochschule Ruhr und war als Erzieherin und als Hauptschullehrerin tätig. Sie studierte dann Geschichte und Anglistik an der Ruhr-Universität Bochum und wurde 1986 an der Universität Essen mit einer Arbeit über die Alltags- und Erfahrungsgeschichte von Dienstmädchen promoviert. 2000 habilitierte sie sich an der Universität Potsdam mit der Arbeit Geboren im Jahr Eins. Der Geburtsjahrgang 1949 in der DDR. Versuch einer Kollektivbiographie. Die Gutachter waren Christoph Kleßmann, Konrad Jarausch und Detlef Pollack.
Nach der deutschen Wiedervereinigung erhielt sie 1990 die Aufgabe, in Leipzig eine Außenstelle des Essener Kulturwissenschaftlichen Instituts aufzubauen. Danach ging sie mit einem DAAD-Programm an die University of Washington in Seattle und war Fellow der Universität Tel Aviv, des Zentrums für Zeithistorische Forschung in Potsdam sowie der University of Michigan, Ann Arbor. Von 2003 bis 2015 war sie stellvertretende Direktorin der Forschungsstelle für Zeitgeschichte in Hamburg (FZH) und Professorin an der Universität Hamburg. Im Kollegjahr 2019/20 war sie als Honorary Fellow am Historischen Kolleg in München.
Sie arbeitet zur Sozial- und Mentalitätsgeschichte des späten 19. und des 20. Jahrhunderts. Sie hat sich dabei mit den Problemen der Oral History auseinandergesetzt. 2013 publizierte sie ihre Forschungsergebnisse über den Lyriker Otto Braun, seinen Eltern Lily Braun und Heinrich Braun, und Julie Vogelstein in der Zeit des Ersten Weltkriegs.
Wierling ist Mitglied im Wissenschaftlichen Beirat der Zeitschrift Historische Anthropologie sowie in den Herausgebergremien der Zeitschriften History & Memory und WerkstattGeschichte. Sie ist Mitglied im Kuratorium des Instituts für Geschichte und Biographie an der Fernuniversität in Hagen.

## Schriften (Auswahl)
- Mit Rohkaffee handeln. Hamburger Kaffee-Importeure im 20. Jahrhundert. Dölling und Galitz Verlag, München / Hamburg 2018, ISBN 978-3-86218-103-2.
- Eine Familie im Krieg. Leben, Sterben und Schreiben 1914–1918. Wallstein-Verlag, Göttingen 2013, ISBN 978-3-8353-1301-9.
- Heimat finden. Lebenswege von Deutschen, die aus Russland kommen. edition Körber-Stiftung, Hamburg 2004, ISBN 3-89684-043-6.
- Geboren im Jahr Eins. Der Geburtsjahrgang 1949 in der DDR. Versuch einer Kollektivbiographie. Ch. Links, Berlin 2002.
- mit Lutz Niethammer, Alexander von Plato: Die volkseigene Erfahrung. Eine Archäologie des Lebens in der Industrieprovinz der DDR. 30 biographische Eröffnungen. Rowohlt, Berlin 1991.
- Mädchen für alles. Arbeitsalltag und Lebensgeschichte städtischer Dienstmädchen um die Jahrhundertwende. Verlag J.H.W. Dietz, Berlin 1987, ISBN 3-8012-0119-8.